# Synagrops argyreus
Synagrops argyreus è un pesce osseo marino appartenente alla famiglia Acropomatidae.